# Tumba do General
A Tumba do General (coreano: Janggun-chong, Hangul: 장군총, Chinês tradicional: 將軍 冢), é uma pirâmide de antiga Corea, também conhecida como Pirâmide do Oriente. Acredita-se que a pirâmide seja a tumba do Gwanggaeto, o Grande, rei de Goguryeo, que morreu em 413 EC.